# Каваите, Аланте
Аланте Каваите (правильно — Кава́йте, фр. Alanté Kavaïté, настоящая фамилия — Кавяляускайте (лит. Kavaliauskaitė); род. 1973, Вильнюс, Литва) — литовский кинорежиссёр.

## Биография
Аланте Каваите (Каваляускайте) родилась в Вильнюсе, Литва, в семье художников. Как актриса дебютировала в главной роли в фильме Раймундаса Баниониса «Джаз» (1992).
С 1992 года живёт во Франции. В 1995—1996 годах училась в Парижской высшей художественной школе.
Как режиссёр и сценарист Аланте Каваите дебютировала в 2006 году во Франции с фильмом «По ту сторону звука». В 2015 году поставила фильм «Лето Сангайле» — историю о скрытой драме молодой девушки, которая учится преодолевать свои страхи и комплексы на пути к мечте. Лента отмечена чередой фестивальных кинонаград и была выдвинута от Литвы на соискание премии «Оскар» 2016 года за лучший фильм на иностранном языке.

## Фильмография
| Год  | Русское название    | Оригинальное название | Примечания          |
| ---- | ------------------- | --------------------- | ------------------- |
| 2007 | По ту сторону звука | фр. Écoute le temps   | режиссёр, сценарист |
| 2015 | Лето Сангайле       | лит. Sangailės vasara | режиссёр, сценарист |

## Признание
| Награды и номинации Аланте Каваите          | Награды и номинации Аланте Каваите   | Награды и номинации Аланте Каваите | Награды и номинации Аланте Каваите |
| Год                                         | Категория                            | Фильм                              | Результат                          |
| ------------------------------------------- | ------------------------------------ | ---------------------------------- | ---------------------------------- |
| Международный кинофестиваль в Санта-Барбаре |                                      |                                    |                                    |
| 2007                                        | Приз Gold Vision                     | По ту сторону звука                | Победа                             |
| Кинофестиваль «Сандэнс»                     |                                      |                                    |                                    |
| 2015                                        | Золотой Гран-при жюри                | Лето Сангайле                      | Номинация                          |
| 2015                                        | Лучший режиссёр                      | Аланте Каваите                     | Победа                             |
| Стокгольмский международный кинофестиваль   |                                      |                                    |                                    |
| 2015                                        | Гран-при Золотая лошадь              | Лето Сангайле                      | Номинация                          |
| Афинский международный кинофестиваль        |                                      |                                    |                                    |
| 2015                                        | Приз Золотая Афина за лучший фильм   | Лето Сангайле                      | Номинация                          |
| 2015                                        | Приз Золотая Афина лучшему режиссёру | Аланте Каваите                     | Победа                             |
| 2015                                        | Приз города Афины лучшему режиссёру  | Аланте Каваите                     | Победа                             |
| Литовская кинонаграда                       |                                      |                                    |                                    |
| 2015                                        | Серебряный журавль лучшему режиссёру | Аланте Каваите                     | Номинация                          |